# B'z SHOWCASE 2020 -5 ERAS 8820-
『B'z SHOWCASE 2020 -5 ERAS 8820-』（ビーズ・ショーケース・ツーサウザンドトゥエンティ・ファイブ・エラズ・ハチハチニーゼロ）は、日本の音楽ユニット・B'zの映像作品。『Day1』から『Day5』の5種に、「Day1〜5」がセットになった『COMPLETE BOX』（完全受注生産限定）を含めた計6種をDVDとBlu-ray Discで発売。

## 概要
HANEDA INNOVATION CITY内のZepp Hanedaにて事前収録され、2020年10月31日から11月28日にかけて5週間連続で配信されたB'z初の無観客配信ライブ『B'z SHOWCASE 2020 -5 ERAS 8820- Day1〜5』をパッケージ化。ライブ映像作品は5公演それぞれが分けて販売されており、また完全受注生産限定品として全公演の映像とドキュメンタリー映像を収めた豪華フォトブック仕様の『COMPLETE BOX』もリリースされた（予約受付期間は2021年5月21日～31日まで）。

## 背景
無観客配信ライブの開催の背景には新型コロナウイルス感染症の感染拡大が影響している。元々はZepp HanedaでB'z初のレジデンシー公演を行う予定だった。また、ソーシャルディスタンスを保ち配信ライブに観客を少し入れてライブをする案もあった。
無観客での配信の決定後に年代ごとでセットリストを区切りライブをするというアイデアが生まれた。選曲はお互いが草案を出し合いつつ、演出家も交えて固めていき、過去の楽曲を聴き返し演奏したい楽曲を入れつつも、B'zを知らない人が観ることも考慮し知られている曲を網羅していった。
タイトルにも使われた「5 ERAS」は5分割されたという意味で浮かんだワードだと稲葉はインタビューで答えている。

## リリース形態
- B'z SHOWCASE 2020 -5 ERAS 8820- Day1
- B'z SHOWCASE 2020 -5 ERAS 8820- Day2
- B'z SHOWCASE 2020 -5 ERAS 8820- Day3
- B'z SHOWCASE 2020 -5 ERAS 8820- Day4
- B'z SHOWCASE 2020 -5 ERAS 8820- Day5

それぞれDVD版とBlu-ray Disc版で発売。
- B'z SHOWCASE 2020 -5 ERAS 8820- Day1～5 COMPLETE BOX

DVD版とBlu-ray Disc版で発売。「Day1」から「Day5」までの5枚に加え、ドキュメンタリー映像作品「B'z SHOWCASE 2020 -5 ERAS 8820- DOCUMENTARY」を加えた6枚組で発売。A4変形サイズ三方背ケース仕様。また、各Dayごと30ページのフォトブックが付属。

## 演奏

### メンバー
- 松本孝弘：ギター、プロデュース
- 稲葉浩志：ボーカル

### サポートメンバー

#### Day1, Day2, Day5
- 増田隆宣：キーボード
- 大賀好修：ギター
- 田中一光：ドラム
- 徳永暁人 ：ベース

#### Day3
- 増田隆宣：キーボード
- 大賀好修：ギター
- 黒瀬蛙一：ドラム[注 1]
- 満園庄太郎 ：ベース

#### Day4
- 増田隆宣：キーボード
- 大賀好修：ギター
- 田中一光：ドラム
- 満園庄太郎 ：ベース

## 収録内容
各回の共通オープニング映像には「OFF THE LOCK」の新録バージョンが使用されている。

### DAY1
1. だからその手を離して
  - 『B'z LIVE-GYM Pleasure 2008 -GLORY DAYS-』以来、約12年ぶりの演奏。
  - 松本と稲葉は観客フロアで演奏[11]。
2. BLOWIN'
  - この曲で松本と稲葉はフロアからステージに上がり、サポートメンバーと合流[12]。
3. 星降る夜に騒ごう
  - 『B'z LIVE-GYM Pleasure '93 "JAP THE RIPPER"』以来、約27年ぶりの演奏。映像化は本作が初。
4. BE THERE
5. 太陽のKomachi Angel
6. Easy Come, Easy Go!
7. GIMME YOUR LOVE -不屈のLOVE DRIVER-
  - 『B'z LIVE-GYM 2008 "ACTION"』以来、約12年ぶりの演奏。
  - 『B'z LIVE-GYM Pleasure '93 "JAP THE RIPPER"』でのアレンジをベースとしており、ホーンセクションにゲストミュージシャンを迎えている[13]。
  - ギターソロの最後にはJimi Hendrixの「Purple Haze」を演奏している。
8. ALONE
9. あいかわらずなボクら
  - 『B'z LIVE-GYM Pleasure 2013 -ENDLESS SUMMER-』以来、約7年ぶりの演奏。
  - 本作と次曲では教室の映像がLEDに映し出され、「フォークソング同好会」のような雰囲気で演奏された[13]。
10. Baby, you're my home
  - 『B'z LIVE-GYM 2015 -EPIC NIGHT-』以来、約5年ぶりの演奏。映像化は本作が初。
11. TONIGHT (Is The Night)
  - 『B'z LIVE-GYM 2008 "ACTION"』以来、約12年ぶりの演奏。
12. どうしても君を失いたくない
  - 『B'z LIVE-GYM '93 "RUN"』以来、約27年ぶりの演奏。映像化は本作が初。
13. 恋心 (KOI-GOKORO)
  - ファンクラブ会員より募集した動画を場内の壁面に映しながら演奏している[12]。
14. 『快楽の部屋』
  - 『B'z LIVE-GYM Pleasure '93 "JAP THE RIPPER"』以来、約27年ぶりの演奏。
15. ZERO
16. RUN
17. 裸足の女神
  - 曲の終盤ではLEDに過去のスタジアムライブでの客席エリアの映像が映し出された[13]。

### DAY2
1. LOVE IS DEAD
  - 『B'z LIVE-GYM 2010 "Ain't No Magic"』以来、約10年ぶりの演奏。
  - オープニングには『The 7th Blues』に収録されている冒頭の電話のやり取りを新録したものが使われており[14]、エンディングではDay3の内容を示唆するこの会話の続きを聞くことができる。
2. おでかけしましょ
  - 『B'z SHOWCASE 2007 -B'z In Your Town-』以来、約13年ぶりの演奏。
  - アウトロの台詞が情勢を反映したものに変更されている。
3. Don't Leave Me
4. 闇の雨
  - 『B'z Special LIVE at EX THEATER ROPPONGI』以来、約7年ぶりの演奏。
5. YOU & I
  - 『B'z LIVE-GYM 2015 -EPIC NIGHT-』以来、約5年ぶりの演奏。
6. 夢見が丘
  - 『B'z LIVE-GYM Pleasure 2013 -ENDLESS SUMMER-』以来、約7年ぶりの演奏。
7. love me, I love you
  - 稲葉がライブフロアを飛び出し、会場の内外を巡りながら歌唱[14]。
8. もうかりまっか
  - 『B'z LIVE-GYM '94 "The 9th Blues"〈PART2〉』以来、約26年ぶりの演奏。映像化は本作が初。
  - 曲の途中で稲葉がぼやきを始めるが[14]、これは『B'z LIVE-GYM '94 "The 9th Blues"〈PART2〉』で演奏された際も行われた。
  - 1番では松本が合いの手を入れている[14]。途中では「港のヨーコ・ヨコハマ・ヨコスカ」のパロディが盛り込まれているほか、松本がおもちゃの銃を使ってギターを弾いたり、稲葉がランプを振り回したりしている[14]。
9. The Wild Wind
  - 『B'z LIVE-GYM Pleasure 2013 -ENDLESS SUMMER-』以来、約7年ぶりの演奏。
10. HOME
  - 曲中にブレイクを挟みバンドメンバーとのトークコーナーが展開される[14]。
11. ミエナイチカラ ～INVISIBLE ONE～
12. スイマーよ！！
13. Liar! Liar!
14. さまよえる蒼い弾丸
15. Calling

### DAY3
1. ギリギリchop
  - メンバーが楽屋からステージに向かう様子をカメラが追い、そのままステージでセッションを始める[15]。
2. ながい愛
3. F・E・A・R
4. Seventh Heaven
  - 『B'z LIVE-GYM 2001 "ELEVEN"』以来、約19年ぶりの演奏[15]。
5. 野性のENERGY
6. May
  - 『B'z LIVE-GYM Pleasure 2000 "juice"』以来、約20年ぶりの演奏[15]。
7. GOLD
8. Blue Sunshine
9. 熱き鼓動の果て
  - 『B'z LIVE-GYM 2015 -EPIC NIGHT-』以来、約5年ぶりの演奏。
  - 稲葉と松本がサポートメンバーらの楽屋を案内するコーナーを経て、会場のロビーにて2人だけで弾き語りのセッションを行うパートにて1番までを演奏、フロアに戻りセッティングが大幅に変更されたステージで続きを演奏した[15]。
  - 本曲以降は客席エリアに円形に機材をセッティングして演奏をしている[15]。
  - 上記のコーナーでは「Blue Sunshine」の冒頭と当時ライブ未演奏だった「Thinking of you」をサビ前まで演奏した[15]。
10. 今夜月の見える丘に
11. IT'S SHOWTIME!!
12. juice
13. ONE
14. Brotherhood
15. ultra soul

### DAY4
1. ARIGATO
  - 『B'z SHOWCASE 2007 -B'z In Your Town-』以来、約13年ぶりの演奏[16]。
2. Fever
  - 『B'z LIVE-GYM 2005 "CIRCLE OF ROCK"』以来、約15年ぶりの演奏。
  - サポートメンバーとのコール&レスポンスから始まる[16]。
3. SPLASH!
  - オリジナルバージョンでの演奏は『B'z NETWORK LIVE in Japan』以来、約14年ぶり。
4. 永遠の翼
  - 『B'z LIVE-GYM 2008 "ACTION"』以来、約12年ぶりの演奏。
5. ゆるぎないものひとつ
  - 『B'z NETWORK LIVE in Japan』以来、約14年ぶりの演奏。
  - 1番は大賀との弾き語りセッションで披露された。
6. DIVE
7. パーフェクトライフ
  - 『B'z Special LIVE at EX THEATER ROPPONGI』以来、約7年ぶりの演奏。
8. MY LONELY TOWN
  - ビジョンにはミュージック・ビデオの撮影を行った軍艦島が映し出された[16]。
9. OCEAN
10. BURN -フメツノフェイス-
  - 稲葉と松本のみ客席エリアに降りて演奏し、場内壁面のスクリーンにはミュージック・ビデオと同様の映像演出が施された。
11. イチブトゼンブ
  - イントロで増田が『名探偵コナン』のメインテーマを演奏している[16]。
12. 衝動
13. BANZAI
  - 間奏の後には稲葉が会場のバックヤードを巡り、各セクションのスタッフと掛け合いを行う[16]。
14. 愛のバクダン
15. いつかまたここで
  - 『B'z LIVE-GYM Pleasure 2008 -GLORY DAYS-』以来、約12年ぶりの演奏。
  - 『B'z LIVE-GYM Pleasure 2008 -GLORY DAYS-』ではアコースティックアレンジでの演奏だったが、今回はCDに収録されたアレンジに近い演奏となっている。

### DAY5
1. GO FOR IT, BABY -キオクの山脈-
2. さよなら傷だらけの日々よ
3. 声明
4. HEAT
5. Classmate
  - 『B'z LIVE-GYM 2015 -EPIC NIGHT-』以来、約5年ぶりの演奏。映像化は本作が初。
6. フキアレナサイ
7. 世界はあなたの色になる
  - 『B'z SHOWCASE 2017 -B'z In Your Town-』以来、約3年ぶりの演奏。映像化は本作が初。
8. Still Alive
9. マジェスティック
10. WOLF
11. YES YES YES
  - 本ライブで初披露となった新曲。演奏時は未発表曲だった[17]。2022年8月10日発売の22ndアルバム『Highway X』に収録されたが、音源化に先駆け映像化された。
  - 本ライブでの音源が『Highway X』の初回生産限定盤のカセットテープに収録されている[18][19][20][21]。
  - 演奏前には「B'zLIVE演奏回数ランキング」を当てるクイズコーナーが行われた[17]。
12. RED
13. 有頂天
14. C'mon
15. 兵、走る

### B'z SHOWCASE 2020 -5 ERAS 8820- DOCUMENTARY
ライブまでの日々を追ったドキュメンタリー映像。『COMPLETE BOX』の特典ディスクとして付属している。